# فانكليكولم
فانكليكولم (بالإنجليزية: Vankalaikkulam)‏ هي منطقة سكنية تقع في سريلانكا في المقاطعة الشمالية.